# Bruno Ávila
Bruno Ávila (Ilha do Pico) é um ex-jogador de ténis português.

## Carreira
Bruno Ávila foi o primeiro tenista natural dos Açores a vencer uma competição de singulares no Continente Português (Paço do Lumiar).
Da sua carreira desportiva destaca-se o seguinte palmarés :
- Vencedor de seis Torneios de singulares masculinos disputados no Continente Português (Torneio Paço do Lumiar, Lisboa; Torneio Lacoste, Porto; Torneio Brisa, Madeira; Torneio CIF, Lisboa; Torneio Brasileiro Rouxinol, Setúbal; Taça Salazar Leite, Lisboa;
- 11 títulos de Campeão dos Açores na variante de singulares (dispersos pelas categorias de sub-12, sub-14, sub-16, sub-18 e Seniores);
- 11 títulos de Campeão dos Açores na variante de pares masculinos (dispersos pelas categorias de sub-12, sub-14, sub-16, sub-18 e Seniores);
- 7 títulos de Campeão dos Açores de Inter-Clubes (dispersos pelas categorias de sub-14/ sub-16/ sub-18/ Seniores);
- 1 título de Campeão dos Açores na variante de pares mistos (Seniores);
- Primeiro açoriano a vencer um Torneio na variante de singulares no Continente Português;
- Primeiro açoriano a atingir as meias-finais do Quadro Principal de um Campeonato Nacional na variante de singulares;
- Primeiro açoriano a atingir as meias-finais do Quadro Principal de um Campeonato Nacional na variante de pares masculinos;
- Primeiro açoriano a ser convocado para um estágio da Selecção Nacional;
- Primeiro açoriano a representar Portugal, em confronto frente à Selecção de Espanha realizado no CETO (Clube Escola Ténis de Oeiras), onde foi escalonado para 5 encontros (3 de singulares / 2 de pares) pelo Capitão de sub-14 da Federação Portuguesa de Ténis, Pedro Bívar;
- Primeiro açoriano a vencer um encontro na variante de singulares em representação de Portugal;
- Primeiro açoriano a atingir a final do Quadro Principal de um Campeonato Nacional (Pares Masculinos / Sub-14);
- Membro (com André Delmar, Paulo Anselmo e Filipe Pereira) da formação do Clube de Ténis de São Miguel, Capitaneada por Miguel Tavares, que atingiu, pela primeira vez na história do ténis açoriano, a final de um Campeonato Nacional de Equipas;
- Melhor açoriano no Circuito Profissional Português TMN/CIMA em cinco ocasiões;

## Presenças em Campeonatos Nacionais organizados pela Federação Portuguesa de Ténis (Quadro Principal)
Marcou presença nos Quadros Principais dos escalões de sub-12 (3), sub-14(2), sub-16(3), sub-18(1) e Seniores (1);

## Melhores Classificações Nacionais Juvenis
nº5 (sub-12); nº3 (sub-14)